# Iclod, Cluj
Iclod este satul de reședință al comunei cu același nume din județul Cluj, Transilvania, România.

## Monumente
- Biserica greco-catolică „Înălțarea Domnului" (1791)

## Galerie de imagini

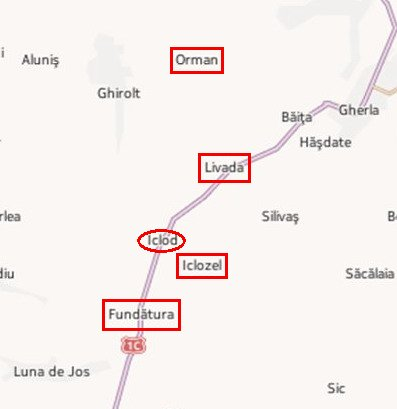
Comuna Iclod și satele componente